# Enrique Iglesias
Enrique Iglesias (Madrid, 8. svibnja 1975.) je španjolski pjevač. Osim raznim raznim glazbenim žanrovima, bavi se i sportom. Od svoje sedme godine živio je u Miamiju na Floridi, gdje je pohađao školu i naučio jezike i običaje sve tri kulture: španjolske, europske i američke.

## Karijera

### Početak karijere
Rođen je 1975. kao sin čuvenog pjevača Julia Iglesiasa. Glazbenu je karijeru započeo 1995. godine kao 20-godišnjak, s prvim studijskim albumom o kojem je potajno sanjao još od svoje 16 godine, čak bez znanja svoje obitelji. U samo prva 3 mjeseca prodao je svoj prvi album u milijun primjeraka albuma i primio svoju prvu zlatnu certifikaciju i to u Portugalu, tri tjedna nakon objave albuma. Njegov prvi album naziva Enrique Iglesias je prodan u 5.8 milijuna primjeraka.

### Uspon i svjetska slava
Karijeru je počeo na španjolskom jeziku, da bi tek 2000. godine propjevao i na engleskom jeziku. 1997. godine održao je svoju prvu svjetsku turneju nazvanu Vivir, koja je uključivala 78 koncerata u 13 zemalja, a posjetilo ju je više od 720 tisuća ljudi. Već na toj turneji Enrique je svirao na stadionima s kapacitetom od preko 50 tisuća mjesta. Dva teretna aviona prenosila su njegovu pozornicu, rasvijetu i ozvučenje. Ta turneja je tada proglašena najvećom turnejom nekog latino izvođača.

### Nagrade
Listu nagrada Enrique Iglesiasa teško je točno prebrojati, ne zna ni on sam, ali to je otprilike 116 platinastih albuma, 227 zlatnih i 26 međunarodnih glazbenih nagrada, uključujući Grammy 1996., godine u kategoriji 'Najboljeg Latin Pop izvođača za debitanski album Enrique Iglesias. Glazba Enrique Iglesiasa stekla je svoje poklonike u cijelom svijetu, tako se može pohvaliti i sa zlatnim i platinastim priznanjima i iz zemalja kao što su Taiwan, Tajland ili Singapore. Lice Enrique Iglesiasa pojavilo se na 250 novinskih naslovnica, a Enrique se pojavio u preko 190 televizijskih emisija u 23 zemlje.

## Diskografija
- Enrique Iglesias (1995)
- Vivir (1997)
- Cosas del Amor (1998)
- Enrique (1999)
- Escape (2001)
- Quizás (2002)
- 7 (2003)
- Insomniac (2007)
- Euphoria (2010)
- Sex and Love (2014)
- Final (Vol. 1) (2021)
- Final (Vol. 2) (2024)

## Vanjske poveznice

### Sestrinski projekti
|  | Zajednički poslužitelj ima još gradiva o temi Enrique Iglesias |

### Mrežna mjesta
- EnriqueIglesias.com
- www.billboard.com – Enrique Iglesias (engl.)
- Enrique Iglesias u internetskoj bazi filmova IMDb-u (engl.)